# Три рубля
Три рубля́ (3 рубля́) (разг. трёшка, трёшница, трояк) — номинал денежных знаков в царской России и СССР. Трёхрублёвые золотые червонцы появились в Российской империи в начале XVIII века во время реформы Петра I. В 1820-х годах чеканились платиновые трёхрублёвки. С конца XIX века трёхрублёвый номинал стал традиционным для банкнот, выпускавшихся Госбанками Российской империи, РСФСР, СССР и ряда других образований на территории бывшей Российской империи; стандартный цвет банкноты — зелёно-салатный. В конце 1980-х годов была начата чеканка юбилейных и памятных монет номиналом 3 рубля, а также серебряных трёхрублёвых монет. С 1992 года в Российской Федерации чеканятся памятные серебряные монеты номиналом 3 рубля, а с 1995 года — инвестиционные монеты: «Соболь», «Георгий Победоносец» (с 2009 года) и имеющую прямоугольную форму монету «Леопард» серии «Сочи-2014» (с 2012 года).

## Государственный кредитный билет 3 рубля образца 1898 года (выпуск 1898—1905 годов)
|  |  |

## Государственные кредитные билеты 3 рубля образца 1905 года (выпуск 1905—1918 годов)
|  |  |  |  |

| 3 рубля образца 1905 года. Формат 154×99 мм | 3 рубля образца 1905 года. Формат 154×99 мм                                          | 3 рубля образца 1905 года. Формат 154×99 мм                                           | 3 рубля образца 1905 года. Формат 154×99 мм | 3 рубля образца 1905 года. Формат 154×99 мм |
| № по Денисову                               | Аверс                                                                                | Реверс                                                                                | Серии                                       | Цена (долл., 2004 год)                      |
| ------------------------------------------- | ------------------------------------------------------------------------------------ | ------------------------------------------------------------------------------------- | ------------------------------------------- | ------------------------------------------- |
| К-32.1                                      | Фон и рисунок многоцветные. Печать чёрная. Вензель «Н II». Управляющий С. И. Тимашев | Фон многоцветный (от светло зелёного цвета до зелёно-лилового). Рисунок многоцветный. | АА-ЗС                                       | 25                                          |
| К-32.2                                      | То же, но управляющий А. В. Коншин                                                   | Фон многоцветный (от светло зелёного цвета до зелёно-лилового). Рисунок многоцветный. | ЗУ-ФЕ                                       | 2                                           |
| К-32.3а                                     | То же, но управляющий И. П. Шипов                                                    | Фон многоцветный (от светло зелёного цвета до зелёно-лилового). Рисунок многоцветный. | ФЕ-ЧХ                                       | 0,2                                         |
| К-32.3б                                     | То же, управляющий И. П. Шипов но выпуск временного правительства.                   | Фон многоцветный (от светло зелёного цвета до зелёно-лилового). Рисунок многоцветный. | ЧХ-QQ АА-АН                                 | 0,2                                         |
| К-32.3в                                     | То же, управляющий И. П. Шипов но выпуск правительства РСФСР.                        | Фон многоцветный (от светло зелёного цвета до зелёно-лилового). Рисунок многоцветный. | АО-ДА                                       | 0,2                                         |

## Билеты Государственного банка РСФСР и СССР 3 рубля выпуска 1918—1991 годов
| Изображение     | Изображение       | Размеры (мм) | Основной цвет    | Описание | Описание                                                           | Описание                                           | Дата выхода |
| Лицевая сторона | Оборотная сторона | Размеры (мм) | Основной цвет    | Лицевая сторона | Оборотная сторона                                                  | Водяной знак                                       | Дата выхода |
| --------------- | ----------------- | ------------ | ---------------- | --- | ------------------------------------------------------------------ | -------------------------------------------------- | ----------- |
|                 |                   | 119×72       | Зелёный          | Номинал цифрами и прописью, пояснительные надписи | Герб России, номинал цифрами и прописью                            | Есть                                               | 1918        |
|                 |                   | 40×48        | Зелёный          | Герб РСФСР, номинал цифрами и прописью | Номинал цифрами и прописью, орнамент                               | Есть                                               | 1919        |
|                 |                   | 40×48        | Зелёный          | Герб РСФСР, номинал цифрами и прописью | Номинал цифрами и прописью, орнамент                               | —                                                  | 1921        |
|                 |                   | 140×70       | Зелёный          | Герб РСФСР, номинал цифрами и прописью | Номинал, текст условий деноминации                                 | Есть                                               | 1922        |
|                 |                   | 40×66        | Зелёный          | Герб РСФСР, номинал цифрами и прописью | —                                                                  | Есть                                               | 1922        |
|                 |                   | 168×75       | Зелёный          | Подписи: НКФ Сокольников и кассир, отдыхающие рабочий и крестьянин                                                                                             | Номинал цифрой и прописью на языках республик СССР                 | На белом поле водяной знак крупная цифра «3 рубля» | 1924        |
|                 |                   | 136×68       | Зелёный          | Номинал цифрой и прописью на языках республик СССР, герб СССР                                                                                                  | Номинал большой цифрой, узоры                                      | —                                                  | 1934        |
|                 |                   | 135×67       | Зелёный          | Красноармеец | Номинал цифрами и прописью на официальных языках 11 республик СССР | —                                                  | 1938        |
|                 |                   | 86×133       | Зелёный          | Надпись «Государственный казначейский билет», герб СССР, номинал цифрами и прописью на официальных языках всех республик СССР                                  | Номинал цифрами и прописью                                         | —                                                  | 1947        |
|                 |                   | 113×57       | Зелёный          | Надпись «Государственный казначейский билет», герб СССР, Водовзводная башня, Большой кремлёвский дворец, колокольня Ивана Великого, номинал цифрами и прописью | Номинал цифрами и прописью на 15 официальных языках республик СССР | Тёмные и светлые пятиконечные звёзды               | 1961        |
|                 |                   | 113×57       | Зелёный, розовый | Надпись «Билет Государственного банка СССР», герб СССР, Водовзводная башня, Большой кремлёвский дворец, колокольня Ивана Великого                              | Номинал цифрами и прописью на русском языке                        | Пятиконечные звёзды и волнистые полосы             | 1991        |

## Памятные монеты СССР из медно-никелевого сплава
Чеканились из медно-никелевого белого сплава. Диаметр 33 мм, вес 14 г.
- 1987 год. 70 лет Великой Октябрьской социалистической революции. Тираж 2,3 млн.
- 1989 год. Годовщина землетрясения в Армении. Тираж 3 млн.
- 1991 год. 50 лет победы под Москвой. Тираж 2,1 млн.

## Памятные монеты СССР из серебра
Чеканились из серебра 900 пробы. Диаметр 39 мм, вес 34,5 г (чистого серебра — 31,1 г).
- 1988 год. Софийский собор в Киеве.
- 1988 год. Сребреник Владимира.
- 1989 год. Московский кремль.
- 1989 год. Первые общерусские монеты.
- 1990 год. Флот Петра Первого.
- 1990 год. Петропавловская крепость.
- 1990 год. Встреча в верхах в интересах детей.
- 1990 год. Экспедиция Д. Кука.
- 1991 год. Крепость Росс.
- 1991 год. Памятник Гагарину в Москве.
- 1991 год. Триумфальная арка.
- 1991 год. Большой театр.

## Памятные монеты России из серебра
Банк России начал выпуск серебряных памятных монет достоинством 3 рубля 24 ноября 1992 года. Первой монетой данного номинала стала монета из серии «ЭПОХА ПРОСВЕЩЕНИЯ». Всего по состоянию на 15 мая 2025 года было выпущено 518 видов серебряных монет номиналом 3 рубля.
| Изображения (примеры): | Изображения (примеры): | Диаметр (мм) | Содержание чистого серебра, г | Проба серебра | Описания: | Описания: | День выхода |
| лицевой стороны        | оборотной стороны      | Диаметр (мм) | Содержание чистого серебра, г | Проба серебра | лицевой стороны | оборотной стороны | День выхода |
| ---------------------- | ---------------------- | ------------ | ----------------------------- | ------------- | --- | --- | ----------- |
|                        |                        | 39           | 31,1 (≈ 1 тройская унция)     | 900           | | Монеты данного вида выпускаются в рамках памятных программ Банка России с различными рисунками реверсов.                                                                                              | 1992—1997   |
|                        |                        | 39           | 31,1 (≈ 1 тройская унция)     | 900           | В центре — эмблема Банка России (двуглавый орёл с опущенными крыльями, под ним — надпись полукругом «БАНК РОССИИ»), обрамлённая кругом из точек и надписями по кругу — вверху: «ТРИ РУБЛЯ», внизу: слева — обозначения драгоценного металла и пробы сплава, в центре — год выпуска «**** г.», справа — содержание химически чистого металла и товарный знак монетного двора.                                                                                      | Монеты данного вида выпускаются в рамках памятных программ Банка России с различными рисунками реверсов.                                                                                              | 1998—2004   |
|                        |                        | 39           | 31,1 (≈ 1 тройская унция)     | 925           | В центре — эмблема Банка России (двуглавый орёл с опущенными крыльями, под ним — надпись полукругом «БАНК РОССИИ»), обрамлённая кругом из точек и надписями по кругу — вверху: «ТРИ РУБЛЯ», внизу: слева — обозначения драгоценного металла и пробы сплава, в центре — год выпуска «20** г.», справа — содержание химически чистого металла и товарный знак монетного двора.                                                                                      | Монеты данного вида выпускаются в рамках памятных программ Банка России с различными рисунками реверсов.                                                                                              | 2005—2015   |
|                        |                        | 39           | 31,1 (≈ 1 тройская унция)     | 925           | В центре — рельефное изображение Государственного герба Российской Федерации, над ним вдоль канта — надпись полукругом: «РОССИЙСКАЯ ФЕДЕРАЦИЯ», обрамлённая с обеих сторон сдвоенными ромбами, внизу под гербом: слева — обозначения драгоценного металла и пробы сплава, справа — содержание химически чистого металла и товарный знак монетного двора, внизу в центре в три строки — надпись: «БАНК РОССИИ», номинал монеты: «3 РУБЛЯ», год выпуска: «2016 г.». | Монеты данного вида выпускаются в рамках памятных программ Банка России с различными рисунками реверсов.                                                                                              | 2016—       |
|                        |                        | 39           | 31,1 (≈ 1 тройская унция)     | 925           | В центре — рельефное изображение Государственного герба Российской Федерации, над ним вдоль канта — надпись полукругом: «РОССИЙСКАЯ ФЕДЕРАЦИЯ», обрамлённая с обеих сторон сдвоенными ромбами, внизу под гербом: слева — обозначения драгоценного металла и пробы сплава, справа — содержание химически чистого металла и товарный знак монетного двора, внизу в центре в три строки — надпись: «БАНК РОССИИ», номинал монеты: «3 РУБЛЯ», год выпуска: «2017 г.». | На зеркальном поле диска — цветные изображения героев мультипликационного цикла «Три богатыря и Шамаханская царица» на фоне древнего города, вверху вдоль канта — надпись: «ТРИ БОГАТЫРЯ».            | 28.12.2017  |
|                        |                        | 39           | 31,1 (≈ 1 тройская унция)     | 925           | В центре — рельефное изображение Государственного герба Российской Федерации, над ним вдоль канта — надпись полукругом: «РОССИЙСКАЯ ФЕДЕРАЦИЯ», обрамлённая с обеих сторон сдвоенными ромбами, внизу под гербом: слева — обозначения драгоценного металла и пробы сплава, справа — содержание химически чистого металла и товарный знак монетного двора, внизу в центре в три строки — надпись: «БАНК РОССИИ», номинал монеты: «3 РУБЛЯ», год выпуска: «2017 г.». | На зеркальном поле диска — цветные изображения героев мультфильма «Винни Пух» и рельефные изображения моста через реку и берега на фоне кустов и деревьев, вверху вдоль канта — надпись: «ВИННИ ПУХ». | 28.12.2017  |

## Памятные монеты России из золота и серебра (биметаллические)
Банк России начал выпуск биметаллических (золото+серебро) памятных монет достоинством 3 рубля 3 августа 2004 года. Первой монетой данного номинала стала монета из серии «300-летие денежной реформы Петра I». Всего по состоянию на начало 2012 года было выпущено 4 вида биметаллических (золото+серебро) монет номиналом 3 рубля.
| Изображения (примеры): | Изображения (примеры): | Диаметр (мм) | Описания: | Описания:                                                                                                | День выхода |
| лицевой стороны        | оборотной стороны      | Диаметр (мм) | лицевой стороны | оборотной стороны                                                                                        | День выхода |
| ---------------------- | ---------------------- | ------------ | --- | --- | ----------- |
|                        |                        | 39           | В центре — эмблема Банка России (двуглавый орёл с опущенными крыльями, под ним — надпись полукругом «БАНК РОССИИ»), обрамлённая кругом из точек и надписями по кругу — вверху: «ТРИ РУБЛЯ», внизу: слева — обозначения драгоценного металла и пробы сплава, в центре — дата выпуска «20** г.», справа — содержание химически чистого металла и товарный знак монетного двора. | Монеты данного вида выпускаются в рамках памятных программ Банка России с различными рисунками реверсов. | 2004—2009   |

## Иллюстрации

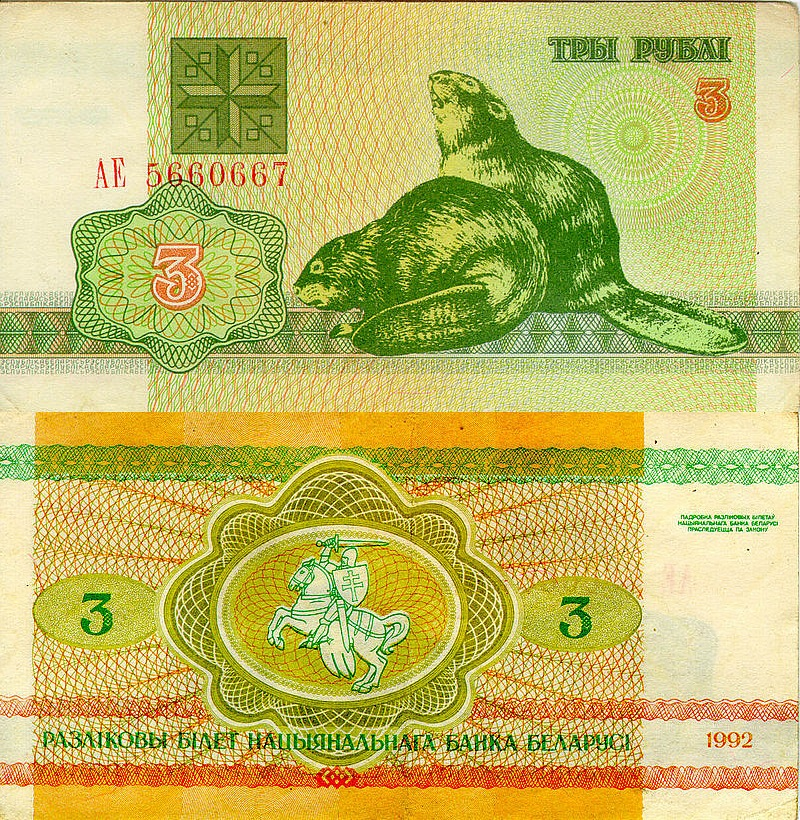
Белорусские 3 рубля (1992)